# ديفيد باردو
ديفيد باردو (بالهولندية: David Pardo)‏ هو حاخام هولندي، ولد في القرن السادس عشر في سلانيك في اليونان، وتوفي في 15 مارس 1657 في أمستردام في هولندا.